# Good Kid, M.A.A.D City
Good Kid, m.A.A.d City – drugi album studyjny amerykańskiego rapera, Kendricka Lamara. Został wydany 22 października 2012 roku nakładem Top Dawg Entertainment, Aftermath Entertainment i Interscope Records.

## Lista utworów
| Good Kid, M.A.A.D City | Good Kid, M.A.A.D City                      | Good Kid, M.A.A.D City                 | Good Kid, M.A.A.D City |
| Nr                     | Tytuł utworu                                | Producent                              | Długość                |
| ---------------------- | ------------------------------------------- | -------------------------------------- | ---------------------- |
| 1.                     | „Sherane a.k.a. Master Splinter's Daughter” | Tha Bizness                            | 4:33                   |
| 2.                     | „Bitch, Don't Kill My Vibe”                 | Sounwave                               | 5:10                   |
| 3.                     | „Backseat Freestyle”                        | Hit-Boy                                | 3:32                   |
| 4.                     | „The Art Of Peer Pressure”                  | Tabu                                   | 5:24                   |
| 5.                     | „Money Trees” (gościnnie Jay Rock)          | DJ Dahi                                | 6:26                   |
| 6.                     | „Poetic Justice” (gościnnie Drake)          | Scoop DeVille                          | 5:00                   |
| 7.                     | „good kid”                                  | Pharrell                               | 3:34                   |
| 8.                     | „m.A.A.d city” (gościnnie MC Eiht)          | Sounwave, THC, Terrace Martin          | 5:50                   |
| 9.                     | „Swimming Pools (Drank)”                    | T-Minus                                | 5:13                   |
| 10.                    | „Sing About Me, I'm Dying of Thirst”        | Like of Pac Div, Skhye Hutch, Sounwave | 12:03                  |
| 11.                    | „Real” (gościnnie Anna Wise)                | Terrace Martin                         | 7:23                   |
| 12.                    | „Compton” (gościnnie Dr. Dre)               | Just Blaze                             | 4:08                   |
|                        |                                             |                                        | 1:08:16                |

| Deluxe Edition | Deluxe Edition                           | Deluxe Edition       | Deluxe Edition |
| Nr             | Tytuł utworu                             | Producent            | Długość        |
| -------------- | ---------------------------------------- | -------------------- | -------------- |
| 1.             | „The Recipe” (gościnnie Dr. Dre)         | Scoop DeVille        | 5:52           |
| 2.             | „Black Boy Fly”                          | Rahki, Dawaun Parker | 4:38           |
| 3.             | „Now Or Never” (gościnnie Mary J. Blige) | Jack Splash          | 4:17           |
|                |                                          |                      | 14:47          |